# Qualificazioni alla Coppa del Mondo di rugby 2011 - Oceania
Le qualificazioni oceaniane alla Coppa del Mondo di rugby 2011 si tennero nel 2009 e riguardarono 5 squadre nazionali oceaniane che dovettero esprimere una qualificata alla Coppa; per tale continente non furono previsti posti da destinare ai ripescaggi intercontinentali.
Alla Coppa del Mondo di rugby 2011 erano ammesse le 12 migliori squadre dell'edizione precedente, vale a dire le prime tre classificate di ciascuno dei quattro gironi della prima fase; tra di esse figuravano tutte le squadre oceaniane di prima (Australia e Nuova Zelanda) e seconda fascia (Figi e Tonga), esclusa Samoa, la quale fu ammessa all'ultimo turno di qualificazione per la Coppa 2011.
Le qualificazioni si tennero su tre turni, i primi due dei quali coincidenti con la semifinale e la finale della FORU Oceania Cup 2009, e il terzo consistente nello spareggio tra la squadra campione d'Oceania con Samoa in gara doppia.
A vincere il torneo continentale fu Papua Nuova Guinea che, nell'ultimo turno, fu battuta nettamente da Samoa con un complessivo di 188-19 (115-7 ad Apia e 73-15 nel ritorno a Port Moresby.

## Criteri di qualificazione
Per quattro delle cinque squadre in gara il torneo si sviluppò sulla Oceania Cup 2009, mentre invece la quinta, Samoa, era direttamente ammessa all'ultimo turno di qualificazione.
- Primo turno (giugno 2009). Furono le semifinali della Oceania Cup 2009; le quattro squadre furono accoppiate in un turno a eliminazione diretta; le due squadre vincitrici accedettero al turno successivo.
- Secondo turno (luglio 2009). Finale in gara singola della citata Oceania Cup, da disputarsi tra le due vincenti del primo turno. La vincitrice di detta finale, oltre a guadagnare il titolo oceaniano, fu ammessa al terzo turno contro Samoa.
- Terzo turno (luglio 2009). Spareggio in gara doppia tra Samoa e la squadra campione d'Oceania. La vincitrice fu ammessa alla Coppa del Mondo. L'Oceania non espresse squadre per i turni di ripescaggio.

## Situazione prima degli incontri di qualificazione
| Primo turno                                                                     | Secondo turno                                                                  | Terzo turno                        | Qualificate                |
| ------------------------------------------------------------------------------- | ------------------------------------------------------------------------------ | ---------------------------------- | -------------------------- |
| Semifinali Oceania Cup 2009: - Isole Cook ― Niue - Papua Nuova Guinea ― Vanuatu | Finale Oceania Cup 2009: - Qualificata dal 1º turno - Qualificata dal 1º turno | - Samoa - Qualificata dal 2º turno | - Qualificata dal 3º turno |

## Primo turno

### Esito del primo turno
- Papua Nuova Guinea e Isole Cook: qualificate al secondo turno

## Secondo turno

### Esito del secondo turno
- Papua Nuova Guinea: qualificata al terzo turno

## Terzo turno
| Apia 11 luglio 2009, ore 15 UTC+13 | Samoa       | 115 – 7 | Papua Nuova Guinea | Apia Stadium (8 000 spett.)\| Arbitro: \| Keith Brown \| |
| Arbitro:                           | Keith Brown |         |                    |                                                          |

| Port Moresby 18 luglio 2009 | Papua Nuova Guinea | 12 – 73 | Samoa | Lloyd Robson Oval (8 000 spett.)\| Arbitro: \| Julian Pritchard \| |
| Arbitro:                    | Julian Pritchard   |         |       |                                                                    |

### Esito del terzo turno
- Samoa: qualificata alla Coppa del Mondo

## Quadro generale delle qualificazioni
In grassetto le squadre qualificate al turno successivo
| Primo turno                                                                     | Secondo turno                                              | Terzo turno                  | Qualificata |
| ------------------------------------------------------------------------------- | ---------------------------------------------------------- | ---------------------------- | ----------- |
| Semifinali Oceania Cup 2009: - Isole Cook ― Niue - Papua Nuova Guinea ― Vanuatu | Finale Oceania Cup 2009: - Isole Cook ― Papua Nuova Guinea | - Samoa ― Papua Nuova Guinea | - Samoa     |